# 罗伯托·拉腊斯
罗伯托·拉腊斯（西班牙語：Roberto Larraz，1898年8月20日—1978年11月27日），阿根廷男子击剑运动员。他曾代表阿根廷参加1924年、1928年、1932年和1936年夏季奥林匹克运动会击剑比赛，其中1928年奥运会获得一枚铜牌。